# Saturn Award per i migliori costumi
Il Saturn Award per i migliori costumi (Best Costumes) è un premio assegnato annualmente nel corso dei Saturn Awards dal 1977 ad oggi.

## Vincitori e candidati
I vincitori sono indicati in grassetto.

### Anni 1970
- 1977
  - Bill Thomas - La fuga di Logan (Logan's Run)
- 1978
  - John Mollo - Guerre stellari (Star Wars)
  - Chuck Keehne e Emily Sundby - Elliott il drago invisibile (Pete's Dragon)
  - Cynthia Tingey - Sinbad e l'occhio della tigre (Sinbad and the Eye of the Tiger)
  - Julie Harris - La scarpetta e la rosa (The Slipper and the Rose - The Story of Cinderella)
  - Richard La Motte - L'isola del dottor Moreau (The Island of Dr. Moreau)
- 1979
  - Theoni V. Aldredge - Occhi di Laura Mars (The Eyes of Laura Mars)
  - Patricia Norris - Capricorn One
  - Theadora Van Runkle e Richard Bruno - Il paradiso può attendere (Heaven Can Wait)
  - Yvonne Blake e Richard Bruno - Superman
  - Tony Walton - The Wiz

### Anni 1980
- 1980
  - Jean-Pierre Dorléac - Capitan Rogers nel 25º secolo (Buck Rogers in the 25th Century)
  - Jean-Pierre Dorléac - Battaglie nella galassia (Battlestar Galactica)
  - Gisela Storch - Nosferatu, il principe della notte (Nosferatu: Phantom der Nacht)
  - Robert Fletcher - Star Trek (Star Trek: The Motion Picture)
  - Sal Anthony e Yvonne Kubis - L'uomo venuto dall'impossibile (Time After Time)
- 1981
  - Jean-Pierre Dorléac - Ovunque nel tempo (Somewhere in Time)
  - Doris Bettencourt - Dissolvenza in Nero (Fade to Black)
  - John Mollo - L'Impero colpisce ancora (Star Wars: Episode V - The Empire Strikes Back)
  - Danilo Donati - Flash Gordon
  - Durinda Wood - I magnifici sette nello spazio (Battle Beyond the Stars)
- 1982
  - Bob Ringwood - Excalibur (Excalibur)
  - Emma Porteous - Scontro di titani (Clash of the Titans)
  - Anthony Mendleson - Il drago del lago di fuoco (Dragonslayer)
  - Stephen Loomis - 1997: Fuga da New York (Escape from New York)
  - Deborah Nadoolman - I predatori dell'arca perduta (Raiders of the Lost Ark)
- 1983
  - Elois Jenssen e Rosanna Norton - Tron
  - John Bloomfield - Conan il barbaro (Conan the Barbarian)
  - Norma Moriceau - Interceptor - Il guerriero della strada (Mad Max 2: The Road Warrior)
  - Robert Fletcher - Star Trek II - L'ira di Khan (Star Trek: The Wrath of Khan)
  - Christine Boyar - La spada a tre lame (The Sword and the Sorcerer)
- 1984
  - Aggie Guerard Rodgers e Nilo Rodis-Jamero - Il ritorno dello Jedi (Star Wars: Episode VI - Return of the Jedi)
  - Milena Canonero - Miriam si sveglia a mezzanotte (The Hunger)
  - Anthony Mendleson - Krull
  - Tom Rand - I pirati di Penzance (The Pirates of Penzance)
  - Ruth Myers - Qualcosa di sinistro sta per accadere (Something Wicked This Way Comes)
- 1985
  - Bob Ringwood - Dune
  - John Mollo - Greystoke - La leggenda di Tarzan, il signore delle scimmie (Greystoke: The Legend of Tarzan, Lord of the Apes)
  - Anthony Powell - Indiana Jones e il tempio maledetto (Indiana Jones and the Temple of Doom)
  - Robert Fletcher - Star Trek III - Alla ricerca di Spock (Star Trek III: The Search for Spock)
  - Patricia Norris - 2010 - L'anno del contatto (2010)
- 1986
  - Nana Cecchi - Ladyhawke
  - Deborah Lynn Scott - Ritorno al futuro (Back to the Future)
  - Shirley Russell - La sposa promessa (The Bride)
  - Norma Moriceau - Mad Max oltre la sfera del tuono (Mad Max Beyond Thunderdome)
  - Raymond Hughes - Nel fantastico mondo di Oz (Return to Oz)
- 1987
  - Robert Fletcher - Rotta verso la Terra (Star Trek IV: The Voyage Home)
  - Emma Porteous - Aliens - Scontro finale (Aliens)
  - Brian Froud e Ellis Flyte - Labyrinth - Dove tutto è possibile (Labyrinth)
  - Marit Allen- La piccola bottega degli orrori (Little Shop of Horrors)
  - Theadora Van Runkle - Peggy Sue si è sposata (Peggy Sue Got Married)
- 1988
  - Phyliss Dalton - La storia fantastica (The Princess Bride)
  - Susan Becker - Ragazzi perduti (The Lost Boys)
  - Julie Weiss - I dominatori dell'universo (Masters of the Universe)
  - Michael W. Hoffman e Aggie Lyon - Scuola di mostri (The Monster Squad)
  - Erica Edell Phillips - RoboCop
  - Robert Blackman - L'implacabile (The Running Man)

### Anni 1990
- 1990
  - Barbara Lane - Willow
  - Denise Cronenberg - Inseparabili (Dead Ringers)
  - Darcie F. Olson - Killer Klowns from Outer Space
  - Michael Jeffery - La tana del serpente bianco (The Lair of the White Worm)
  - Stephen M. Chudej - Nightfall
  - Leonard Pollack - Waxwork - Benvenuti al museo delle cere (Waxwork)
- 1991
  - Erica Edell Phillips - Atto di forza (Total Recall)
  - Gabriella Pescucci - Le avventure del barone di Munchausen (The Adventures of Baron Munchausen)
  - Joanna Johnston - Ritorno al futuro - Parte II (Back to the Future Part II)
  - Joanna Johnston - Ritorno al futuro - Parte III (Back to the Future Part III)
  - Bob Ringwood - Batman
  - Jill M. Ohanneson - Bill & Ted's Excellent Adventure
  - Milena Canonero - Dick Tracy
  - Anthony Powell e Joanna Johnston - Indiana Jones e l'ultima crociata (Indiana Jones and the Last Crusade)
  - Alonzo Wilson, Lesja Liber, Xenia Beith, Fiona Cazaly e Marian Keating - Tartarughe Ninja alla riscossa (Teenage Mutant Ninja Turtles)
- 1992
  - Marilyn Vance Straker - Le avventure di Rocketeer (The Rocketeer)
  - Colleen Atwood - Edward mani di forbice (Edward Scissorhands)
  - Beatrix Aruna Pasztor - La leggenda del re pescatore (The Fisher King)
  - Franca Zucchelli - Frankenstein oltre le frontiere del tempo (Frankenstein Unbound)
  - John Bloomfield - Robin Hood - Principe dei ladri (Robin Hood: Prince of Thieves)
  - Colleen Atwood - Il silenzio degli innocenti (The Silence of the Lambs)
- 1993
  - Eiko Ishioka - Dracula di Bram Stoker (Dracula)
  - Bob Ringwood e David Perry - Alien³
  - Bob Ringwood, Mary E. Vogt e Vin Burnham - Batman - Il ritorno (Batman Returns)
  - Lisa Jensen - Freejack - In fuga nel futuro (Freejack)
  - Robyn Reichek - Mom and Dad Save the World
  - Dodie Shepard - Rotta verso l'ignoto (Star Trek VI: The Undiscovered Country)
  - Albert Wolsky - Toys - Giocattoli (Toys)
- 1994
  - Mary Vogt - Hocus Pocus
  - Theoni V. Aldredge - La famiglia Addams 2 (Addams Family Values)
  - Bob Ringwood - Demolition Man
  - Jennifer Butler - Ricomincio da capo (Groundhog Day)
  - Sue Moore e Eric H. Sandberg - Jurassic Park
  - Gloria Gresham - Last Action Hero - L'ultimo grande eroe (Last Action Hero)
  - Joseph A. Porro - Super Mario Bros.
- 1995
  - Sandy Powell - Intervista col vampiro (Interview With The Vampire)
  - Arianne Phillips - Il corvo - The Crow (The Crow)
  - Rosanna Norton - I Flintstones (The Flintstones)
  - Ha Nguyen - The Mask
  - Bob Ringwood - L'uomo ombra (The Shadow)
  - Joseph A. Porro - Stargate
- 1996
  - Julie Weiss - L'esercito delle 12 scimmie (12 Monkeys)
  - Bob Ringwood e Ingrid Ferrin - Batman Forever
  - Charles Knode - Braveheart - Cuore impavido (Braveheart)
  - Jean-Paul Gaultier - La città perduta (La cité des enfants perdus)
  - Gianni Versace e Emma Porteous - Dredd - La legge sono io (Judge Dredd)
  - John Bloomfield - Waterworld
- 1997
  - Deborah Everton - Primo contatto (Star Trek: First Contact)
  - Thomas Casterline e Anna B. Sheppard - Dragonheart
  - Robin Michel Bush - Fuga da Los Angeles (Escape from L.A.)
  - Joseph A. Porro - Independence Day
  - Colleen Atwood - Mars Attacks!
  - Kym Barrett - Romeo + Giulietta di William Shakespeare (William Shakespeare's Romeo + Juliet)
- 1998
  - Ellen Mirojnick - Starship Troopers - Fanteria dello spazio (Starship Troopers)
  - Bob Ringwood - Alien - La clonazione (Alien Resurrection)
  - Deena Appel - Austin Powers - Il controspione (Austin Powers: International Man of Mystery)
  - Ingrid Ferrin e Robert Turturice - Batman & Robin
  - Jean-Paul Gaultier - Il quinto elemento (Le cinquième élément)
  - Colleen Atwood - Gattaca - La porta dell'universo (Gattaca)
- 1999
  - Jenny Beavan - La leggenda di un amore - Cinderella (Ever After)
  - Vin Burnham, Robert Bell e Gilly Hebden - Lost in Space - Perduti nello spazio (Lost in Space)
  - Michael Kaplan e Magali Guidasci - Armageddon - Giudizio finale (Armageddon)
  - Liz Keogh - Dark City
  - Judianna Makovsky - Pleasantville
  - Graciela Mazón - La maschera di Zorro (The Mask of Zorro)

### Anni 2000
- 2000
  - Trisha Biggar - Star Wars: Episodio I - La minaccia fantasma (Star Wars Episode I: The Phantom Menace)
  - Colleen Atwood - Il mistero di Sleepy Hollow (Sleepy Hollow)
  - Kym Barrett - Matrix (The Matrix)
  - John Bloomfield - La mummia (The Mummy)
  - Marilyn Vance - Mystery Men
  - Albert Wolsky - Galaxy Quest
- 2001
  - Louise Mingenbach - X-Men
  - Eiko Ishioka e April Napier - The Cell - La cellula (The Cell)
  - Janty Yates - Il gladiatore (Gladiator)
  - Rita Ryack e David Page - Il Grinch (Dr. Seuss' How the Grinch Stole Christmas)
  - Caroline de Vivaise - L'ombra del vampiro (Shadow of the Vampire)
  - Tim Yip - La tigre e il dragone (Wòhǔ Cánglóng)
- 2002
  - Judianna Makovsky - Harry Potter e la pietra filosofale (Harry Potter and the Philosopher's Stone)
  - Kym Barrett - La vera storia di Jack lo squartatore - From Hell (From Hell)
  - Ngila Dickson, Richard Taylor - Il Signore degli Anelli - La Compagnia dell'Anello (The Lord of the Rings: The Fellowship of the Ring)
  - Catherine Martin, Angus Strathie - Moulin Rouge!
  - Dominique Borg - Il patto dei lupi (Le Pacte des loups)
  - Colleen Atwood - Planet of the Apes - Il pianeta delle scimmie (Planet of the Apes)
- 2003
  - Ngila Dickson, Richard Taylor - Il Signore degli Anelli - Le due torri (The Lord of the Rings: The Two Towers)
  - Trisha Biggar - Star Wars: Episodio II - L'attacco dei cloni (Star Wars Episode II: Attack of the Clones)
  - Deena Appel - Austin Powers in Goldmember
  - Lindy Hemming - Harry Potter e la camera dei segreti (Harry Potter and the Chamber of Secrets)
  - Deborah Lynn Scott - Minority Report
  - Bob Ringwood - Star Trek - La nemesi (Star Trek: Nemesis)
- 2004
  - Penny Rose - La maledizione della prima luna (Pirates of the Caribbean: The Curse of the Black Pearl)
  - Ngila Dickson, Richard Taylor - Il Signore degli Anelli - Il ritorno del re (The Lord of the Rings: The Return of the King)
  - Louise Mingenbach - X-Men 2 (X2)
  - Jacqueline West - La leggenda degli uomini straordinari (The League of Extraordinary Gentlemen)
  - Kym Barrett - Matrix Revolutions (The Matrix Revolutions)
  - Janet Patterson - Peter Pan (Peter Pan)
- 2005
  - Kevin Conran - Sky Captain and the World of Tomorrow
  - Gabriella Pescucci, Carlo Poggioli - Van Helsing
  - Alexandra Byrne - Il fantasma dell'Opera (The Phantom of the Opera)
  - Jany Temime - Harry Potter e il prigioniero di Azkaban (Harry Potter and the Prisoner of Azkaban)
  - Wendy Partridge - Hellboy
  - Emi Wada - La foresta dei pugnali volanti (十面埋伏)
- 2006
  - Isis Mussenden - Le cronache di Narnia - Il leone, la strega e l'armadio (The Chronicles of Narnia: The Lion, the Witch and the Wardrobe)
  - Terry Ryan - King Kong
  - Trisha Biggar - Star Wars: Episodio III - La vendetta dei Sith (Star Wars Episode III: Revenge of the Sith)
  - Jany Temime - Harry Potter e il calice di fuoco (Harry Potter and the Goblet of Fire)
  - Lindy Hemming - Batman Begins
  - Gabriella Pescucci - La fabbrica di cioccolato (Charlie and the Chocolate Factory)
- 2007
  - Yee Chung-Man - La città proibita (满城尽带黄金甲)
  - Joan Bergin - The Prestige
  - Penny Rose - Pirati dei Caraibi - La maledizione del forziere fantasma (Pirates of the Caribbean: Dead Man's Chest)
  - Judianna Makovsky - X-Men - Conflitto finale (X-Men: The Last Stand)
  - Nic Ede - Giovani aquile (Flyboys)
  - Sammy Sheldon - V per Vendetta (V for Vendetta)
- 2008
  - Colleen Atwood - Sweeney Todd - Il diabolico barbiere di Fleet Street (Sweeney Todd: The Demon Barber of Fleet Street)
  - Michael Wilkinson - 300
  - Jany Temime - Harry Potter e l'Ordine della Fenice (Harry Potter and the Order of the Phoenix)
  - Ruth Myers - La bussola d'oro (The Golden Compass)
  - Penny Rose - Pirati dei Caraibi - Ai confini del mondo (Pirates of the Caribbean: At World's End)
  - Sammy Sheldon - Stardust
- 2009
  - Mary Zophres - Indiana Jones e il regno del teschio di cristallo (Indiana Jones and the Kingdom of the Crystal Skull)
  - Joanna Johnston - Operazione Valchiria (Valkyrie)
  - Lindy Hemming - Il cavaliere oscuro (The Dark Knight)
  - Deborah Hopper - Changeling
  - Isis Mussenden - Le cronache di Narnia - Il principe Caspian (The Chronicles of Narnia: Prince Caspian)
  - Catherine Martin - Australia

### Anni 2010
- 2010
  - Michael Wilkinson - Watchmen
  - Jenny Beavan - Sherlock Holmes
  - Anna Sheppard - Bastardi senza gloria (Inglourious Basterds)
  - Colleen Atwood - Nine
  - Jany Temime - Harry Potter e il principe mezzosangue (Harry Potter and the Half-Blood Prince)
  - Tim Yip - La battaglia dei tre regni (赤壁)
- 2011
  - Colleen Atwood - Alice in Wonderland
  - Jany Temime - Harry Potter e i Doni della Morte - Parte 1 (Harry Potter and the Deathly Hallows: Part 1)
  - Milena Canonero - Wolfman (The Wolfman)
  - Isis Mussenden - Le cronache di Narnia - Il viaggio del veliero (The Chronicles of Narnia: The Voyage of the Dawn Treader)
  - Michael Wilkinson - Tron: Legacy
  - Janty Yates - Robin Hood
- 2012
  - Alexandra Byrne - Thor
  - Jenny Beavan - Sherlock Holmes - Gioco di ombre (Sherlock Holmes: A Game of Shadows)
  - Lisy Christl - Anonymous
  - Sandy Powell - Hugo Cabret (Hugo)
  - Anna B. Sheppard - Captain America - Il primo Vendicatore (Captain America: The First Avenger)
  - Jany Temime - Harry Potter e i Doni della Morte - Parte 2 (Harry Potter and the Deathly Hallows: Part 2)
- 2013
  - Paco Delgado – Les Misérables
  - Jacquline Durran - Anna Karenina
  - Kym Barrett, Pierre-Yves Gayraud - Cloud Atlas
  - Sharen Davis - Django Unchained
  - Bob Buck, Ann Maskrey, Richard Taylor - Lo Hobbit - Un viaggio inaspettato (The Hobbit: An Unexpected Journey)
  - Colleen Atwood - Biancaneve e il cacciatore (Snow White and the Huntsman)
- 2014
  - Trish Summerville - Hunger Games: La ragazza di fuoco (The Hunger Games: Catching Fire)
  - Gary Jones - Il grande e potente Oz (Oz the Great and Powerful)
  - Michael Kaplan - Into Darkness - Star Trek (Star Trek Into Darkness)
  - Wendy Partridge - Thor: The Dark World
  - Beatrix Aruna Pasztor - Grandi speranze (Great Expectations)
  - Penny Rose - 47 Ronin
- 2015[1][2]
  - Ngila Dickson - Dracula Untold
  - Janty Yates - Exodus - Dei e re (Exodus: Gods and Kings)
  - Alexandra Byrne - Guardiani della Galassia (Guardians of the Galaxy)
  - Colleen Atwood - Into the Woods
  - Anna B. Sheppard - Maleficent
  - Louise Mingenbach - X-Men - Giorni di un futuro passato (X-Men: Days of Future Past)
- 2016[3][4]
  - Alexandra Byrne - Avengers: Age of Ultron
  - Rama Rajamouli e Prashanti Tipirineni - Baahubali: The Beginning
  - Sandy Powell - Cenerentola
  - Kate Hawley - Crimson Peak
  - Arianne Phillips - Kingsman - Secret Service (Kingsman: The Secret Service)
  - Michael Kaplan - Star Wars - Il risveglio della Forza (Star Wars: The Force Awakens)
- 2017[5]
  - Colleen Atwood - Animali fantastici e dove trovarli (Fantastic Beasts and Where to Find Them)
  - Colleen Atwood - Alice attraverso lo specchio (Alice Through the Looking Glass)
  - Joanna Johnston - Il GGG - Il grande gigante gentile (The BFG)
  - Alexandra Byrne - Doctor Strange
  - Sang-gyeong Jo - Agassi (아가씨)
  - David Crossman e Glyn Dillon - Rogue One: A Star Wars Story
- 2018[6]
  - Jacqueline Durran - La bella e la bestia (Beauty and the Beast)
  - Ruth E. Carter - Black Panther
  - Ellen Mirojnick - The Greatest Showman
  - Michael Kaplan - Star Wars - Gli ultimi Jedi (Star Wars: The Last Jedi)
  - Olivier Bériot - Valerian e la città dei mille pianeti (Valérian et la Cité des mille planètes)
  - Lindy Hemming - Wonder Woman
- 2019[7]
  - Michael Wilkinson - Aladdin
  - Kym Barrett - Aquaman
  - Leah Butler - Shazam!
  - Judianna Makovsky - Avengers: Endgame
  - Chen Minzheng - Shadow
  - Sandy Powell - Il ritorno di Mary Poppins (Mary Poppins Returns)

### Anni 2020
- 2021[8][9]
  - Bina Daigeler - Mulan
  - Erin Benach - Birds of Prey e la fantasmagorica rinascita di Harley Quinn (Birds of Prey (and the Fantabulous Emancipation of One Harley Quinn))
  - Michael Kaplan - Star Wars - L'ascesa di Skywalker (Star Wars: The Rise of Skywalker)
  - Arianne Phillips - C'era una volta a... Hollywood (Once Upon a Time in... Hollywood)
  - Mayes C. Rubeo - Jojo Rabbit
  - Albert Wolsky - Ad Astra

- 2022
  - Jacqueline Durran, David Crossman e Glyn Dillon - The Batman
  - Kym Barrett - Shang-Chi e la leggenda dei Dieci Anelli (Shang-Chi and the Legend of the Ten Rings)
  - Jenny Beavan - Crudelia (Cruella)
  - Bob Morgan e Jacqualine West - Dune
  - Mayes C. Rubeo - Thor: Love and Thunder
  - Luis Sequeira - La fiera delle illusioni - Nightmare Alley (Nightmare Alley)
  - Sammy Sheldon - Eternals

- 2024
  - Jacqueline Durran - Barbie
  - Bob Buck e Deborah Scott - Avatar - La via dell'acqua (Avatar: The Way of Water)
  - Ruth E. Carter - Black Panther: Wakanda Forever
  - Judianna Makovsky - Guardiani della Galassia Vol. 3 (Guardians of the Galaxy Vol. 3)
  - Joanna Johnston - Indiana Jones e il quadrante del destino (Indiana Jones and the Dial of Destiny)
  - Ellen Mirojnick - Oppenheimer